# Wólka Hyżneńska
Wólka Hyżneńska (dawn. Wólka Dylągowska) – wieś w Polsce, położona w województwie podkarpackim, w powiecie rzeszowskim, w gminie Hyżne. Leży przy drodze wojewódzkiej 877.
| SIMC    | Nazwa       | Rodzaj    |
| ------- | ----------- | --------- |
| 0651460 | Dział       | część wsi |
| 0651476 | Kąty        | część wsi |
| 0651482 | Majerowskie | część wsi |
| 0651499 | Poklasne    | część wsi |
| 0651507 | Zapady      | część wsi |
| 0651513 | Żabnik      | część wsi |

Do 29 maja 1953 miejscowość nazywała się Wólka Hyżeńska (bez -n-). Nazwę zmieniono na Wólka Chyżeńska (przec ch i bez -n-). Kolejna pisownia to Wólka Hyżneńska (prze h i z -n-).
W latach 1975–1998 miejscowość administracyjnie należała do województwa rzeszowskiego.